# غارماهی اوزارک
غارماهی اوزارک (نام علمی: Amblyopsis rosae) نام یک گونه از تیره کورماهیان است.